# Дамсе, Юзеф
Ю́зеф Да́мсе (пол. Józef Damse; 26 января 1789; Соколув-Малопольски — 15 декабря 1852, Рудня, близ Варшавы) — польский композитор, исполнитель, дирижёр и актёр.

## Биография
Обучался игре на разных инструментах, в 1809—1812 играл в духовых оркестрах на кларнете и тромбоне, с 1813 выступал как певец и актёр сначала в Вильнюсе, затем в Варшаве. В это же время он начал сочинять музыку, в основном, для театра: оперы, бурлески и др. В сочинениях Дамзе заметно влияние популярных в то время опер Моцарта и Россини, а также польских народных мелодий. Наиболее известны его балет «Свадьба в Ойцове» и опера «Крестьянин-миллионер», а также пародия на оперу Мейербера «Роберт-Дьявол» под названием «Роберт-повеса».

## Некоторые сочинения
- «Волшебный кларнет», комическая опера (1822)
- «Свадьба в Ойцове», балет (1823)
- «Крестьянин-миллионер», опера (1829)
- «Контрабандист», комическая опера (1844)
- «Роберт-повеса», комическая опера (1844)
- Три мессы
- Песни и романсы для голоса и фортепиано
- Полонезы, мазурки, вальсы для оркестра и в переложении для фортепиано